# Järnvägsmuseet

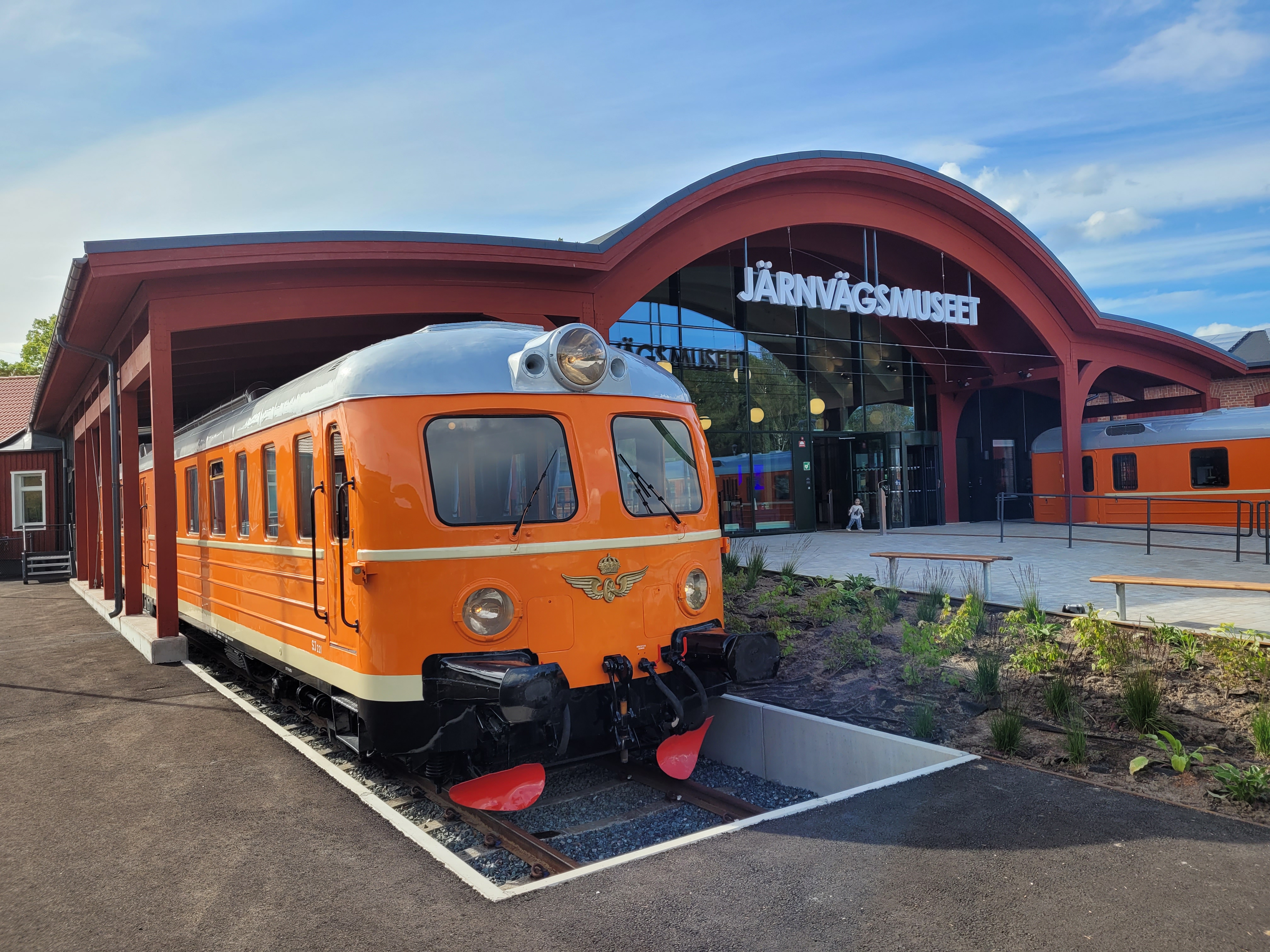
Entré Järnvägsmuseet i Gävle flankerat av två X5 motorvagnar.

Järnvägsmuseet (officiellt Sveriges Järnvägsmuseum) är Sveriges nationella museum för järnvägshistoria. Museet ligger sedan 1970 i Gävle, i det som tidigare var Ostkustbanans lokstall på Rälsgatan 1. Järnvägsmuseet ingår sedan 2018 i Statens maritima och transporthistoriska museer.

## Museets historia

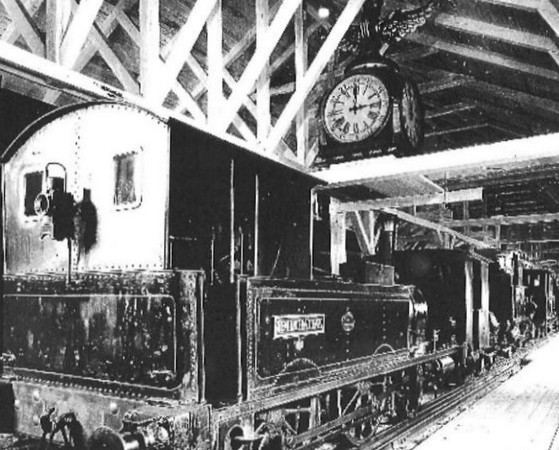
Järnvägsmuseet Tomteboda 1955.

Redan 1906 började man ställa undan historiskt värdefull materiel för ett framtida museum. Den verkliga starten kom att bli SJ:s omfattande avdelning på Baltiska utställningen i Malmö 1914. Samlingarna från Malmö kom sedan att bilda grunden till våra dagars järnvägsmuseum.
Det första museet öppnades 1915 i SJ:s kontorshus vid centralstationen i Stockholm med Oscar Werner som föreståndare, där man visade bland annat modeller. Men inte förrän 1942–1945 blev utställningshallarna för lok och vagnar färdiga i Tomteboda. Modellutställningen stängdes 1946, men öppnades igen på 1950-talet, då vid Torsgatan i Stockholm. Senare flyttades den till en lokal på Stockholms Central. Lokalerna var dock inte lämpliga och 1970 flyttades museet till de nuvarande lokalerna i Uppsala-Gävle järnvägs gamla lokstation på Sörby Urfjäll i Gävle.
Sedan SJ bolagiserats vid årsskiftet 2000/2001 och blivit en renodlad persontrafikoperatör aktualiserades frågan om huvudmannaskapet för Järnvägsmuseum eftersom det inte längre passade in i SJ:s verksamhet. Lösningen blev att Banverket tog över museet 2003.
Banverket hade nu två museer. Förutom nytillskottet i Gävle fanns sedan tidigare Banmuseet i Ängelholm (öppnat 1998). Den 1 juli 2005 slogs museerna samman och fick en gemensam museichef stationerad i Gävle. Banmuseet bytte namn till Sveriges järnvägsmuseum Ängelholm året efter, den 1 maj 2006.
Den 1 april 2010 tog Trafikverket över de verksamheter som tidigare fanns inom Banverket och Vägverket. Samtidigt avvecklades Banverket, Vägverket och Statens institut för kommunikationsanalys (SIKA). Den 1 januari 2012 överfördes museet i Ängelholm till Ängelholms kommun och fick därefter namnet Järnvägens museum Ängelholm.
Från den 1 januari 2018 är det myndigheten Statens maritima och transporthistoriska museer som ansvarar för verksamheten i Gävle. Samtidigt bytte museet namn till Järnvägsmuseet.
2017 stängdes museet för renovering. Stängningen blev mer långvarig än beräknat, bland annat på grund av ovan beskrivet byte av huvudman, men den 29 juni 2024 öppnade museet åter för besökare. 

## Verksamhet

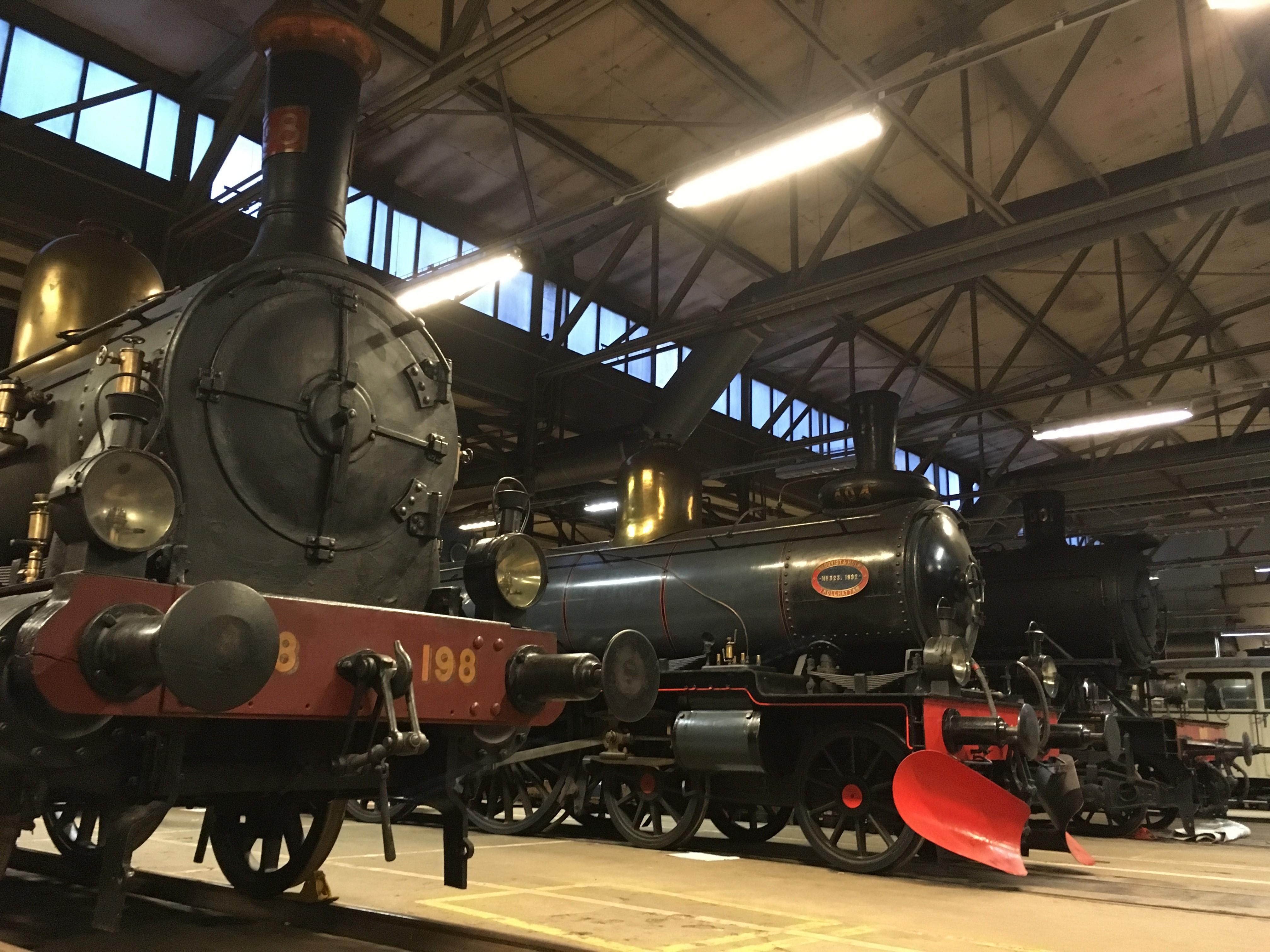
Tåghallen sommaren 2018.

I Järnvägsmuseets samlingar finns cirka 300 konserverade fordon i autentiskt skick. I sex hallar kan man följa svensk järnvägshistoria genom 150 år. I hall 1 står ångloket Prins August, som  tillhör SJ:s första serie av ånglok och är ett av de äldsta bevarade loken i Sverige. Loket var nummer tre i en serie på sex lok som levererades 1856 av den engelska firman Beyer, Peacock & Co. I Hall 6 kan man fördjupa sig i vägens historia, generell trafikhistoria, Linnés resvägar och även före detta Vägverkets historia.
Dessutom finns ett stort friområde med bland annat uppställda tågsätt, stationshuset "Hennan", banvaktsstugan "213 Hosäter" (båda från Hälsingland), godsmagasinet "Fiskeby", minitåg, Uppsala–Gävle järnvägs lokstall. I fordonsmagasinet, som ligger i stadsdelen Nynäs i Gävle, sker magasinering och restaurering av fordon. Här utställs bland annat SJ persontåg från 1870- och 90-talen, privatbanetåg från 1880-talet, ångloksutveckling 1900–1920, elloksutveckling 1940–1960 och Malmbanans lokomotiv.
Museet förfogar över ett omfattande arkiv med bland annat ett stort bibliotek, närmare 500 000 bilder och 10 000 affischer. Föremålssamlingen består av skyltar, affischer, textilier, porslin, möbler, verktyg och modeller. I anslutning till museet finns restaurang och museishop.

## Bilder

Hallarna innan nyöppningen 2024
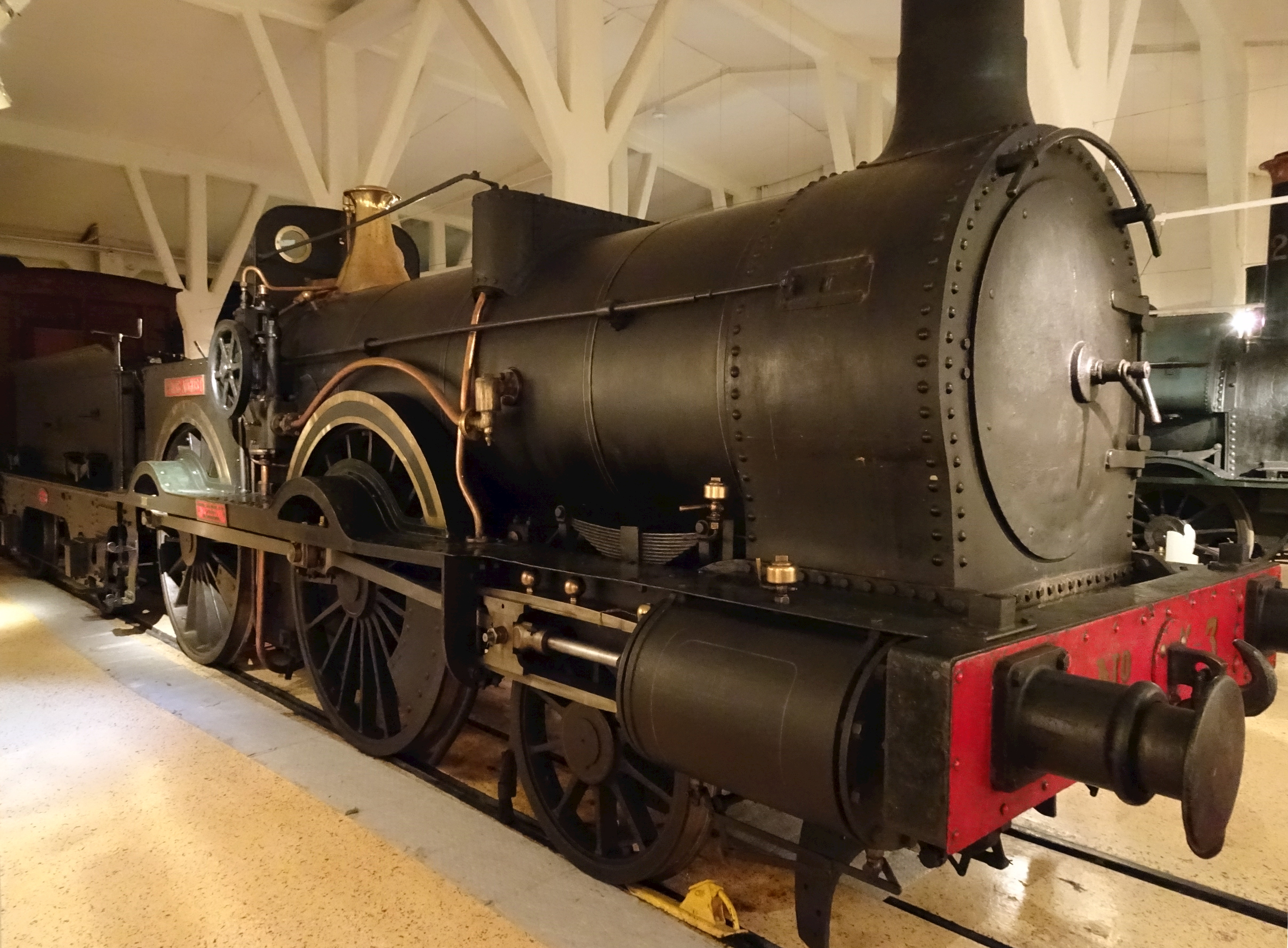
Ånglok "Prins August"
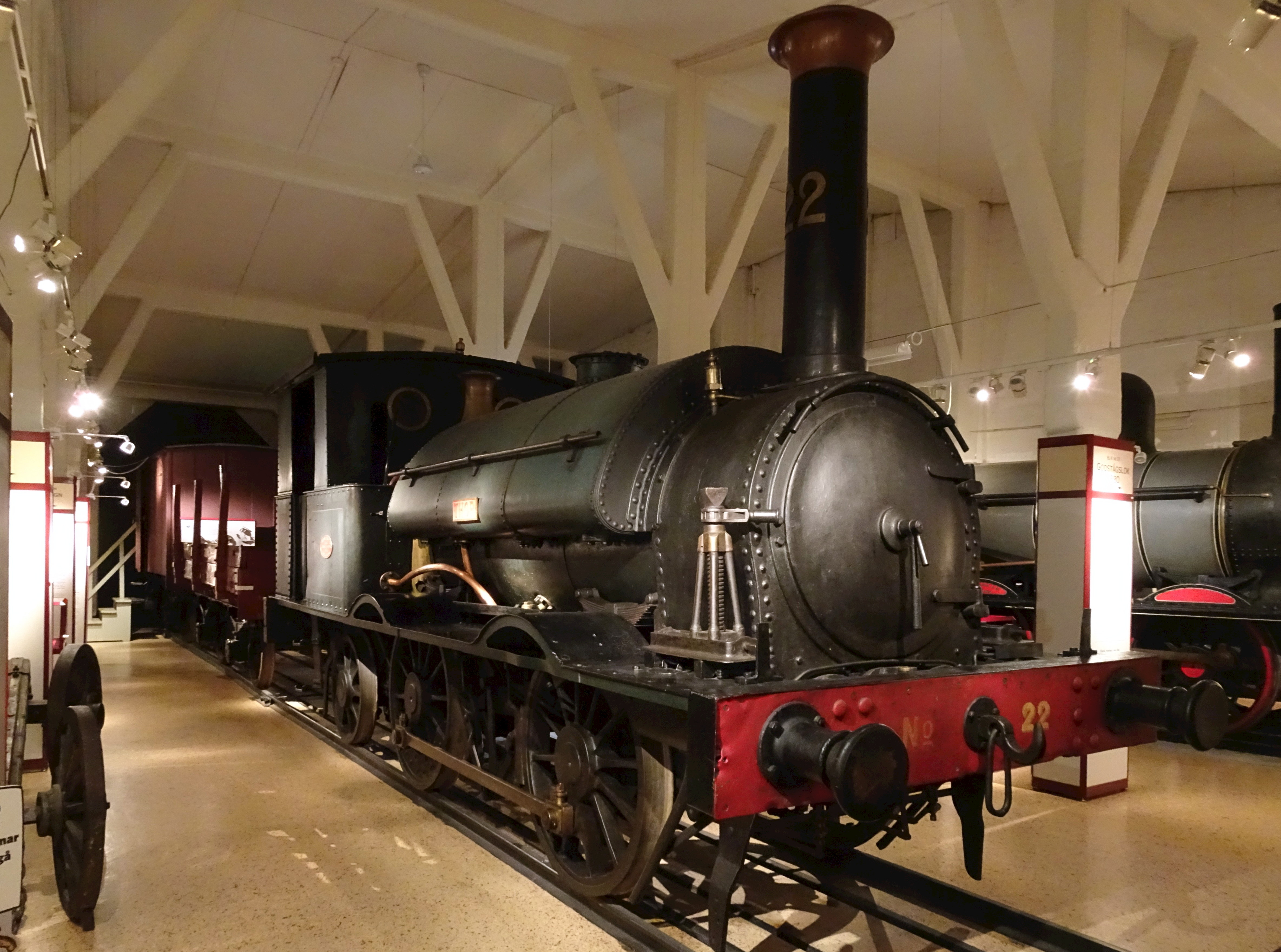
Ånglok nr 22
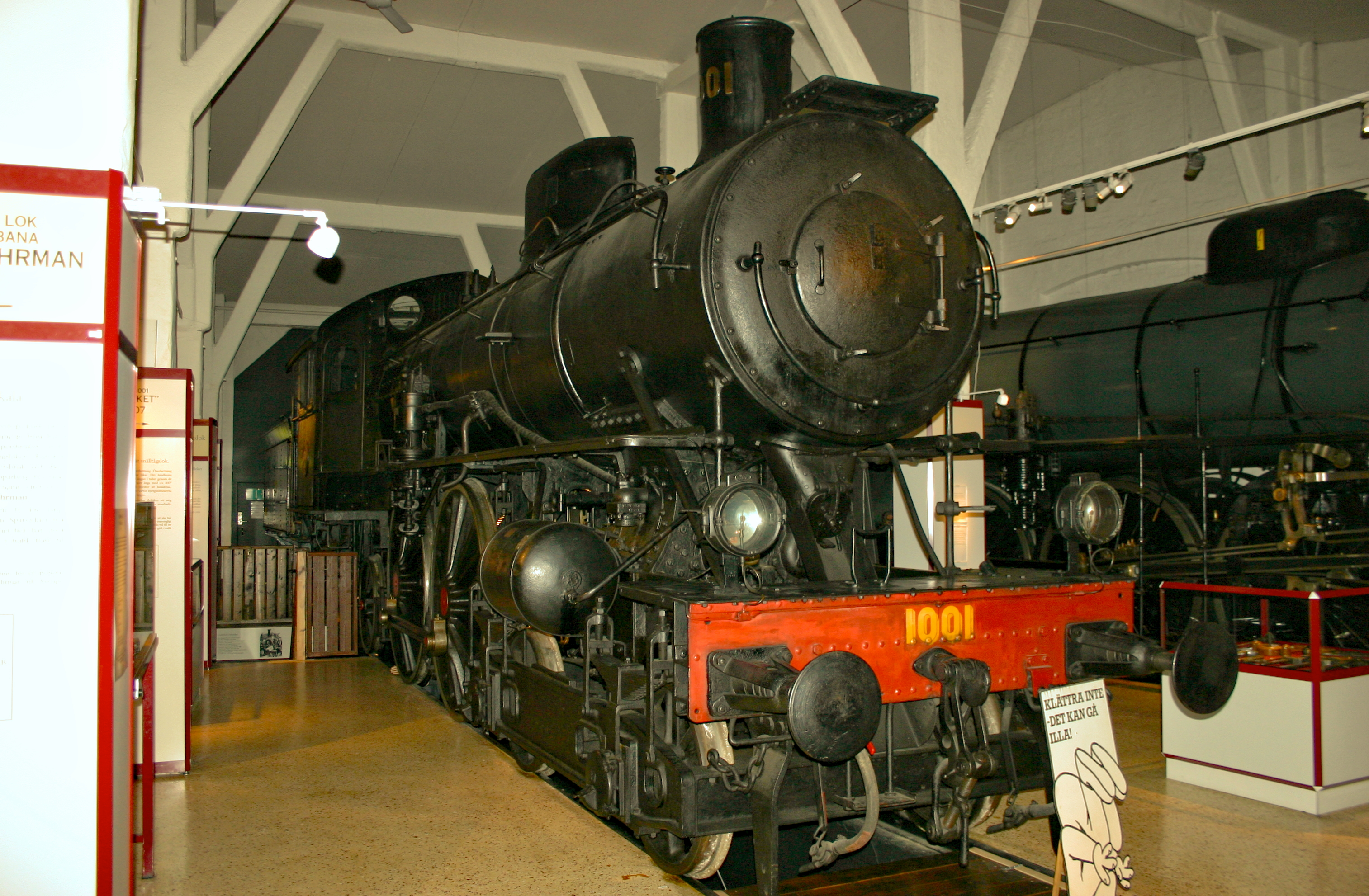
Ånglok A 1001
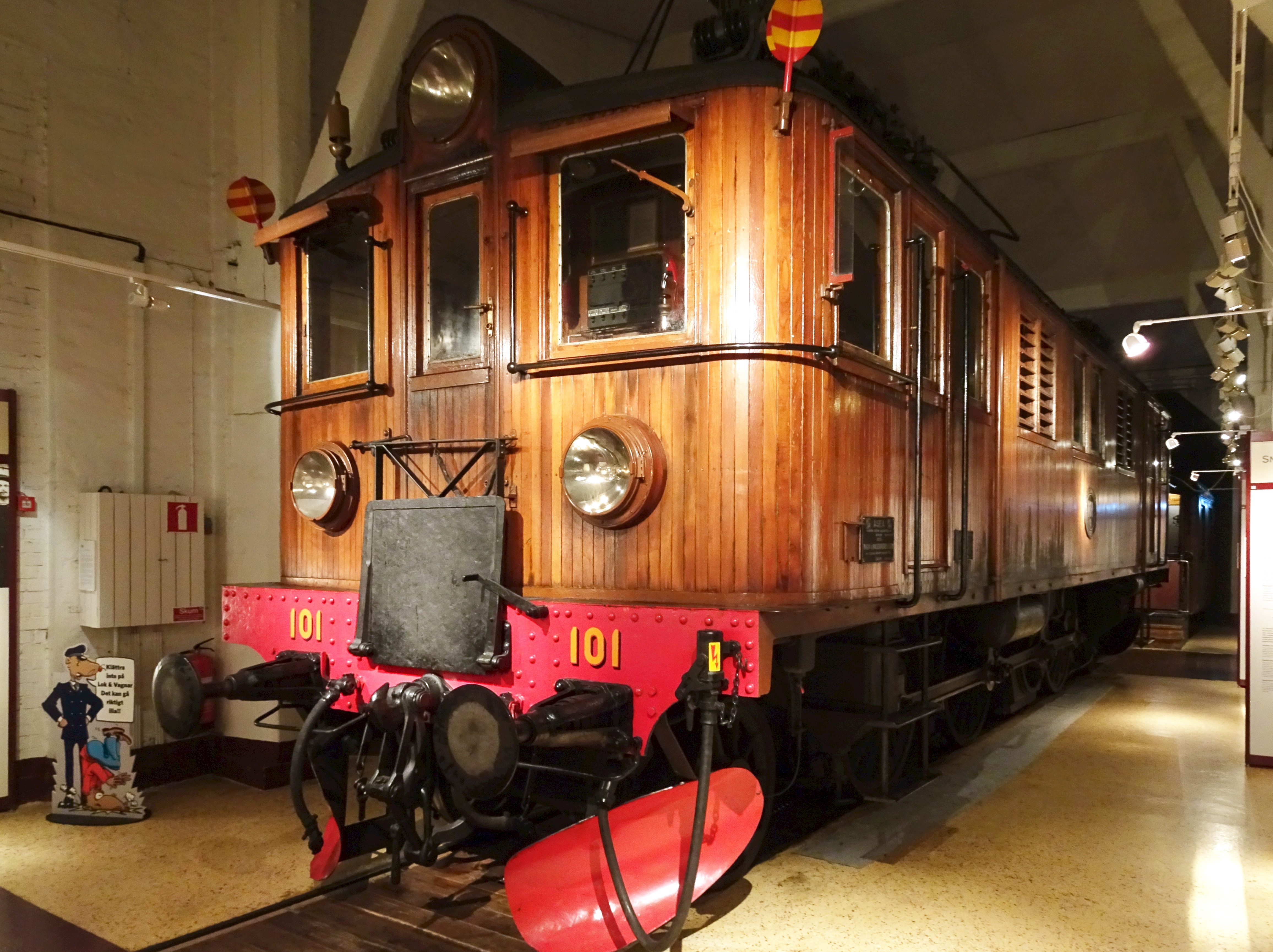
Ellok D 101 från ASEA
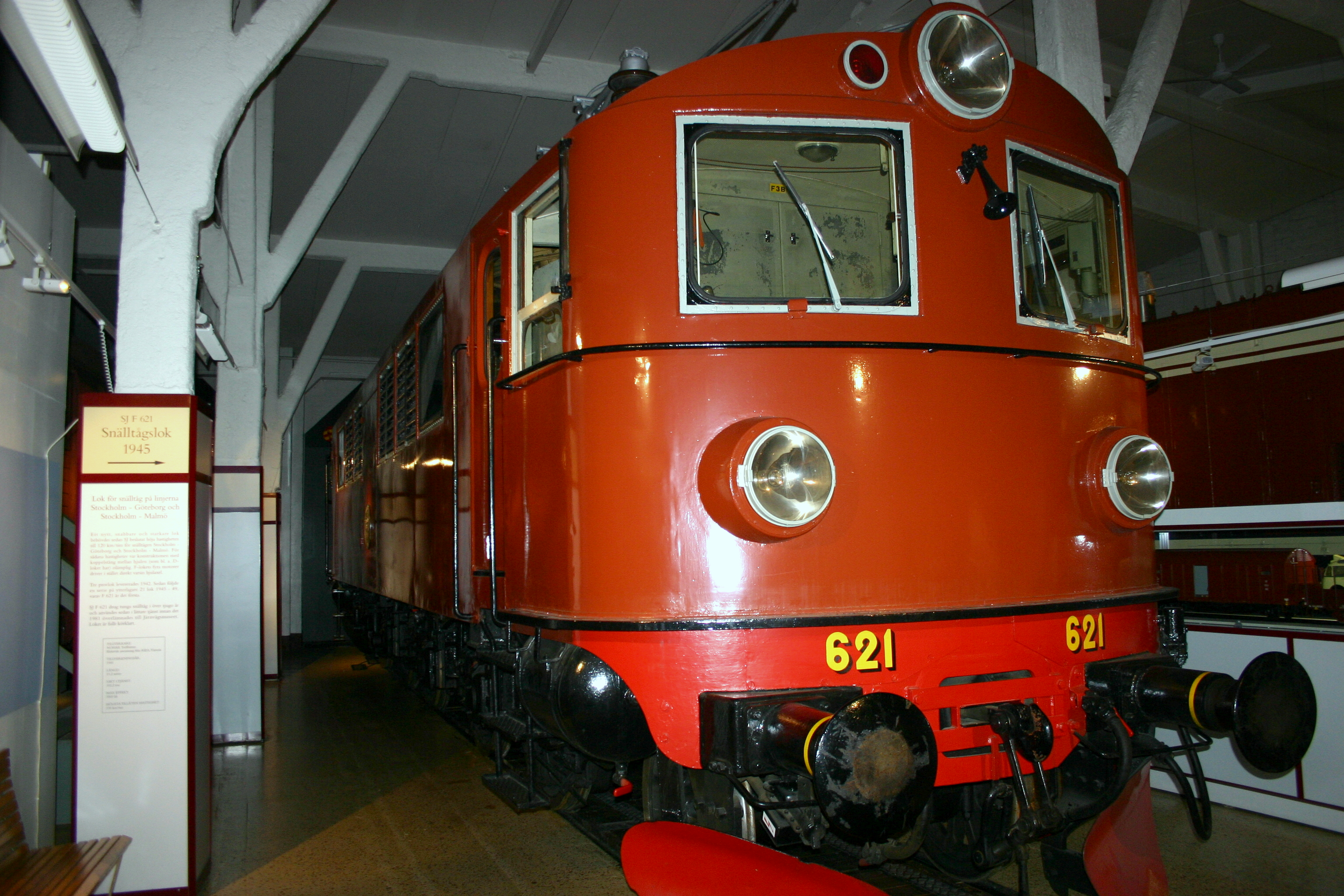
Ellok F 621
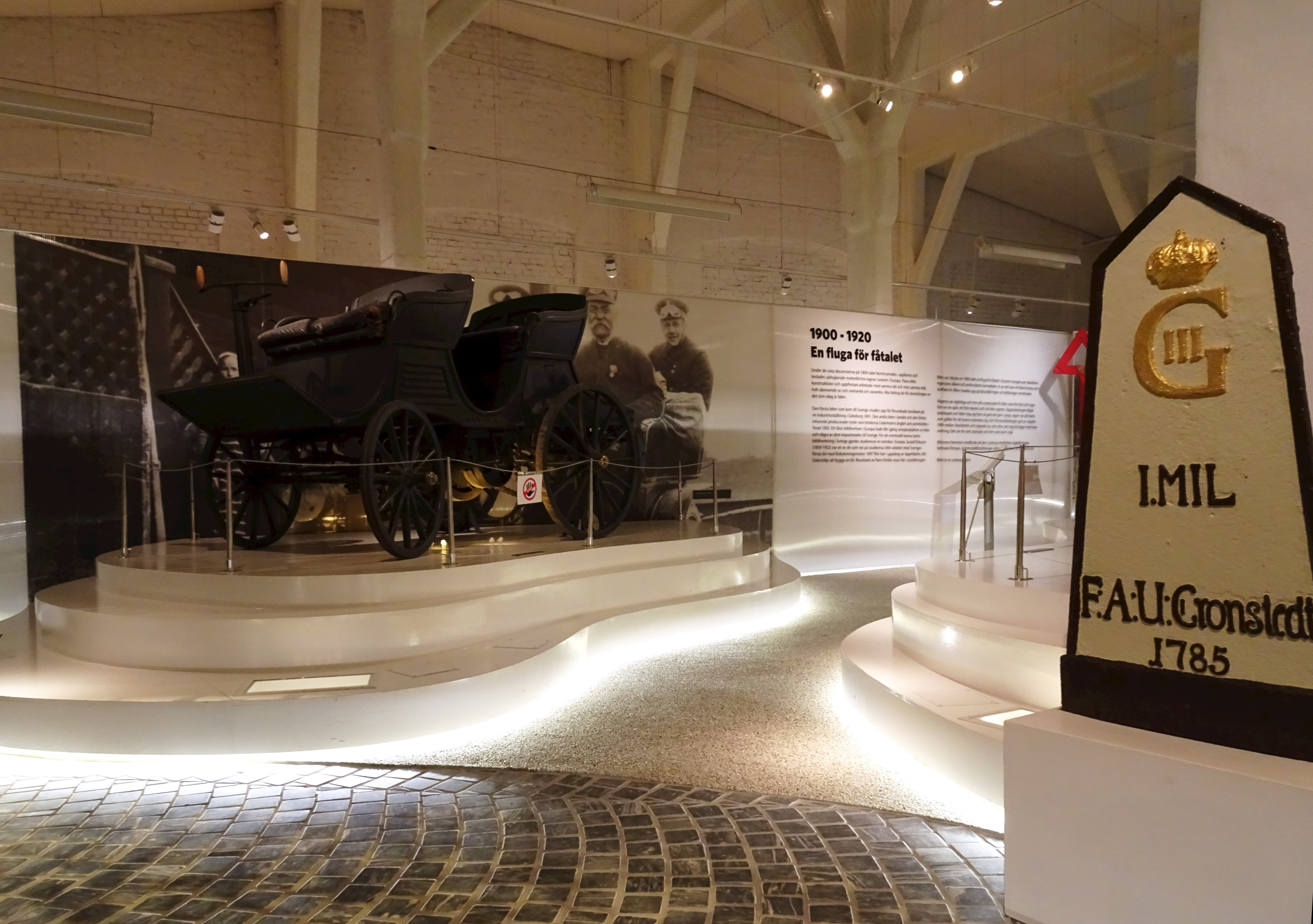
Vägens historia

Uteområdet
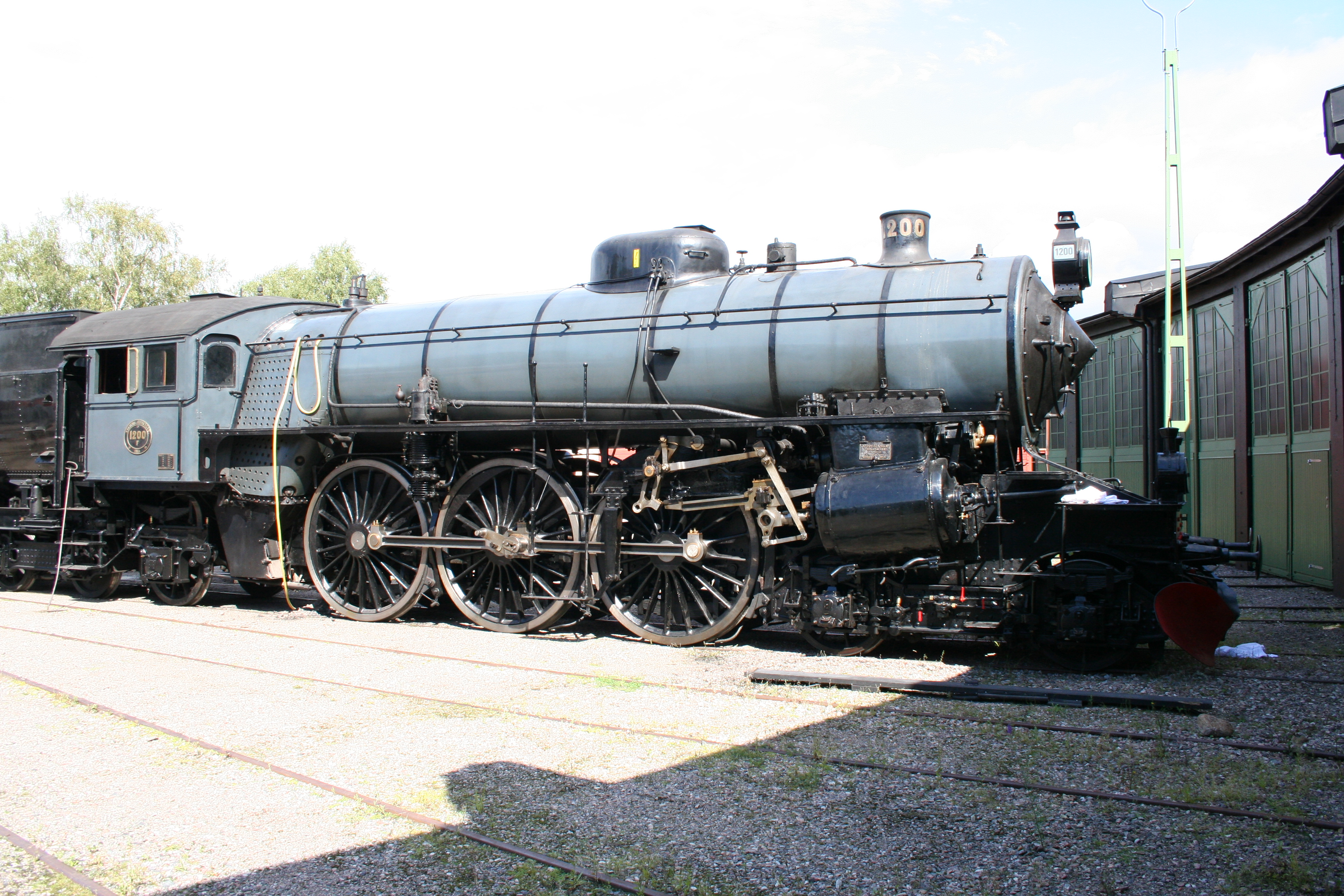
Ånglok F 1200
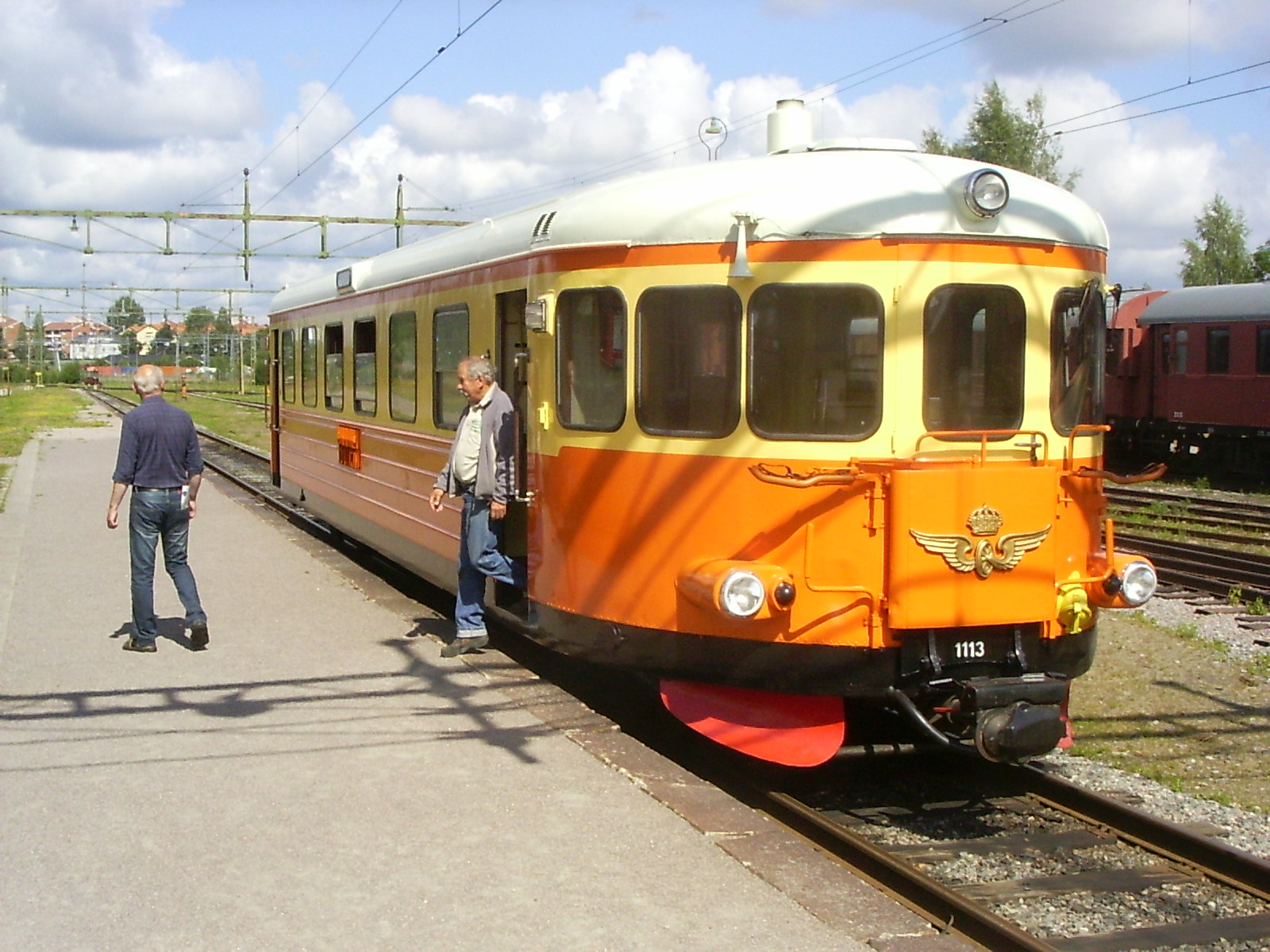
Rälsbussen vid Hennans stationshus
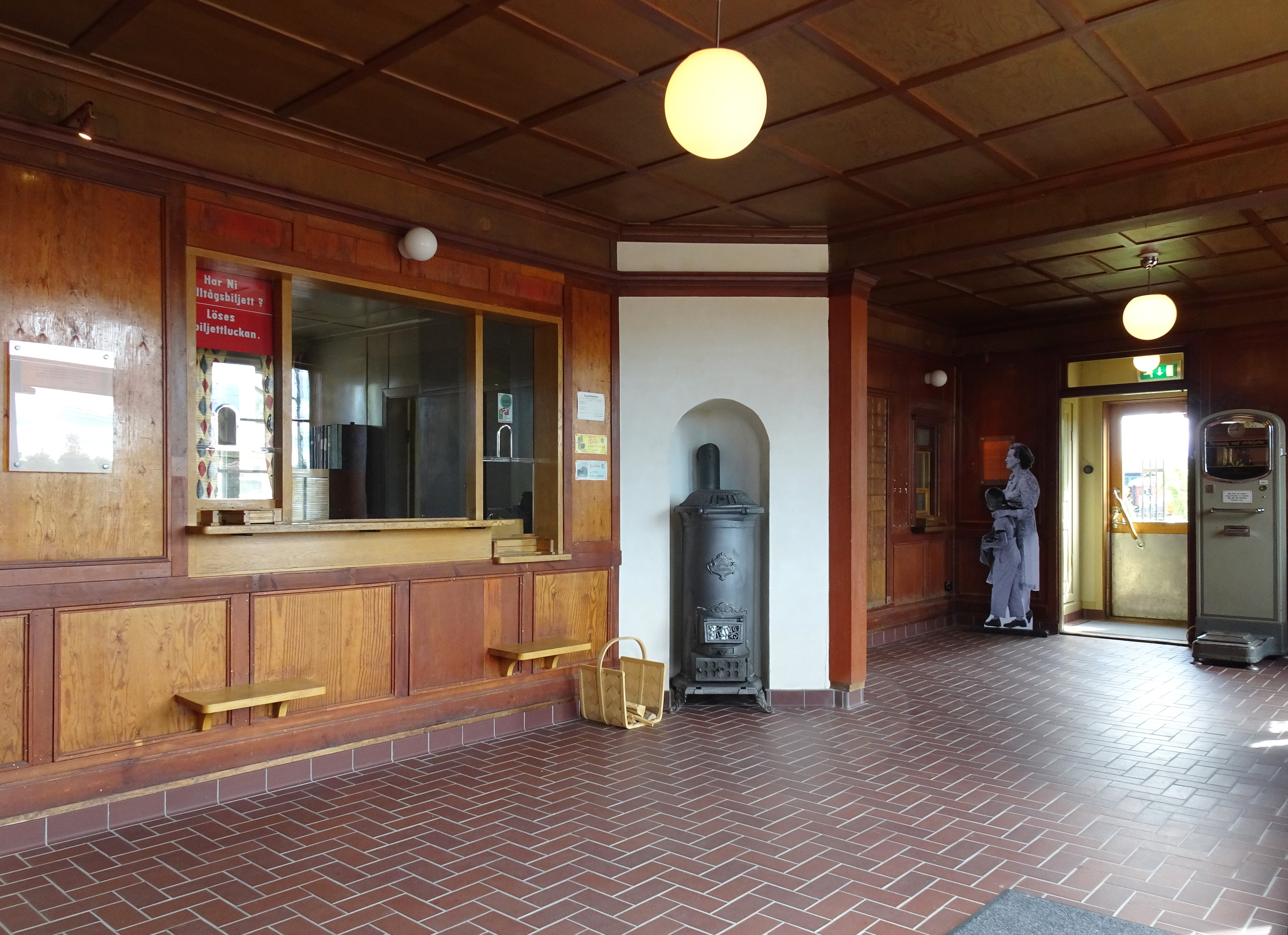
Hennans station, vänthall
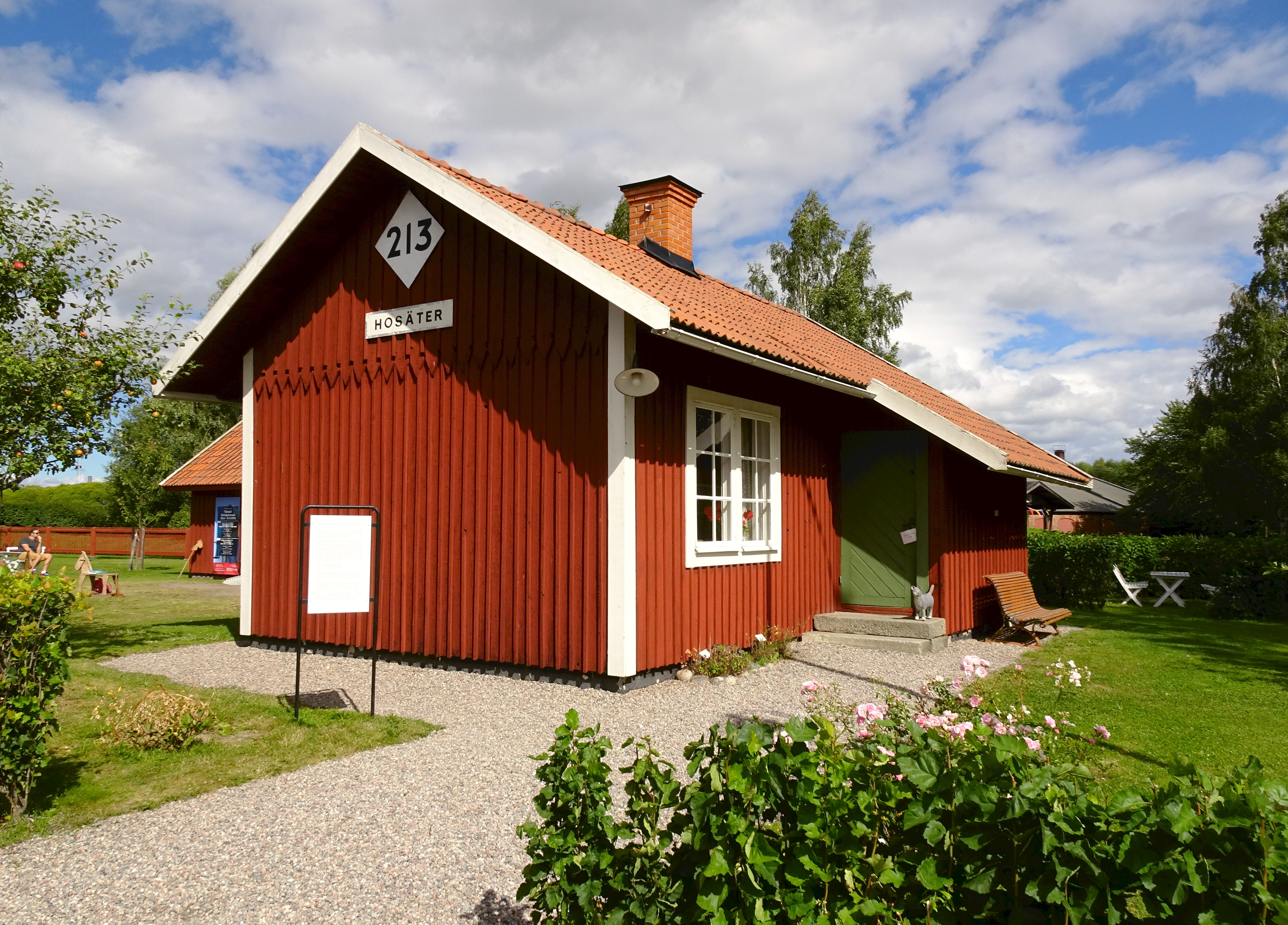
Hosäter 213, banvaktarstuga
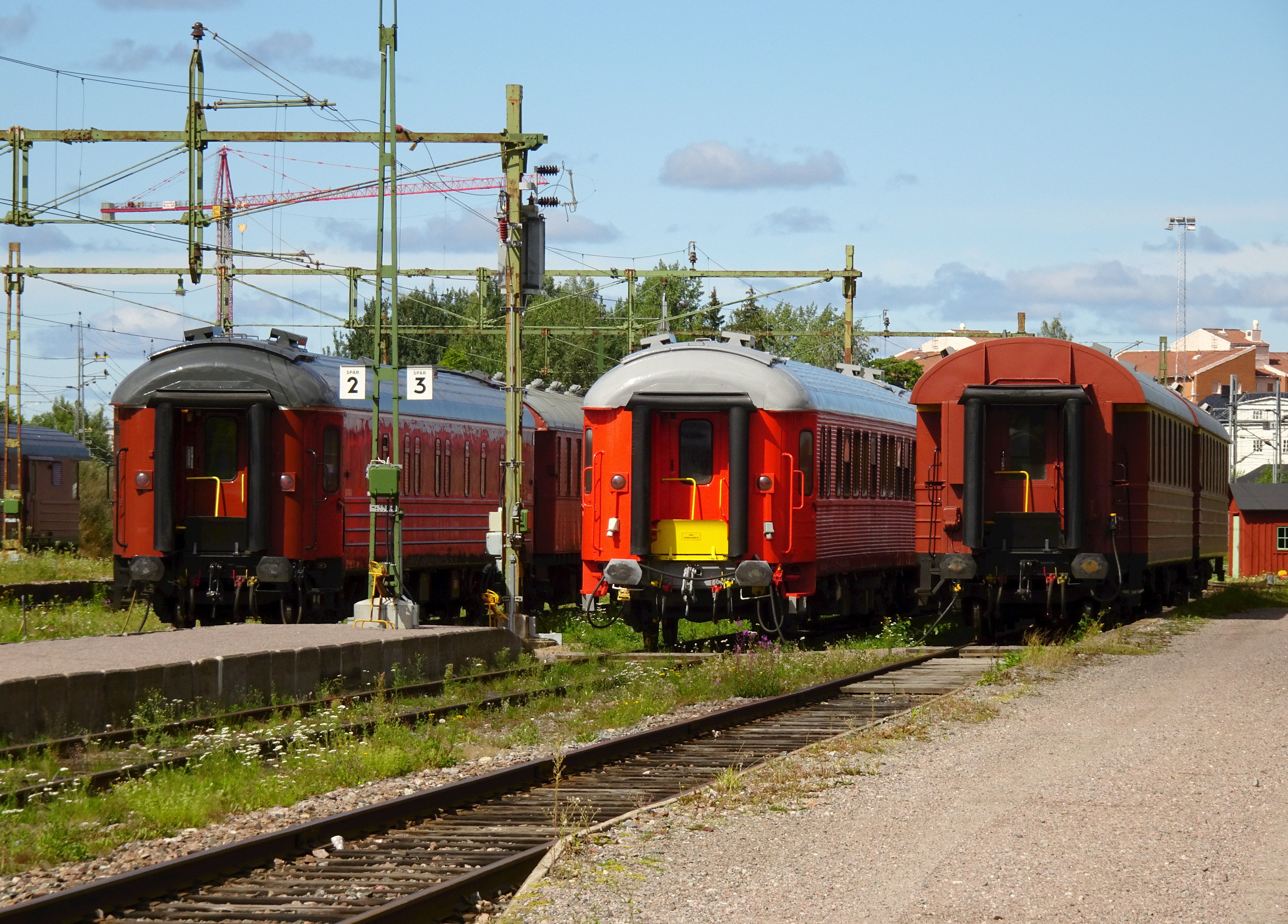
Uppställda tågsätt
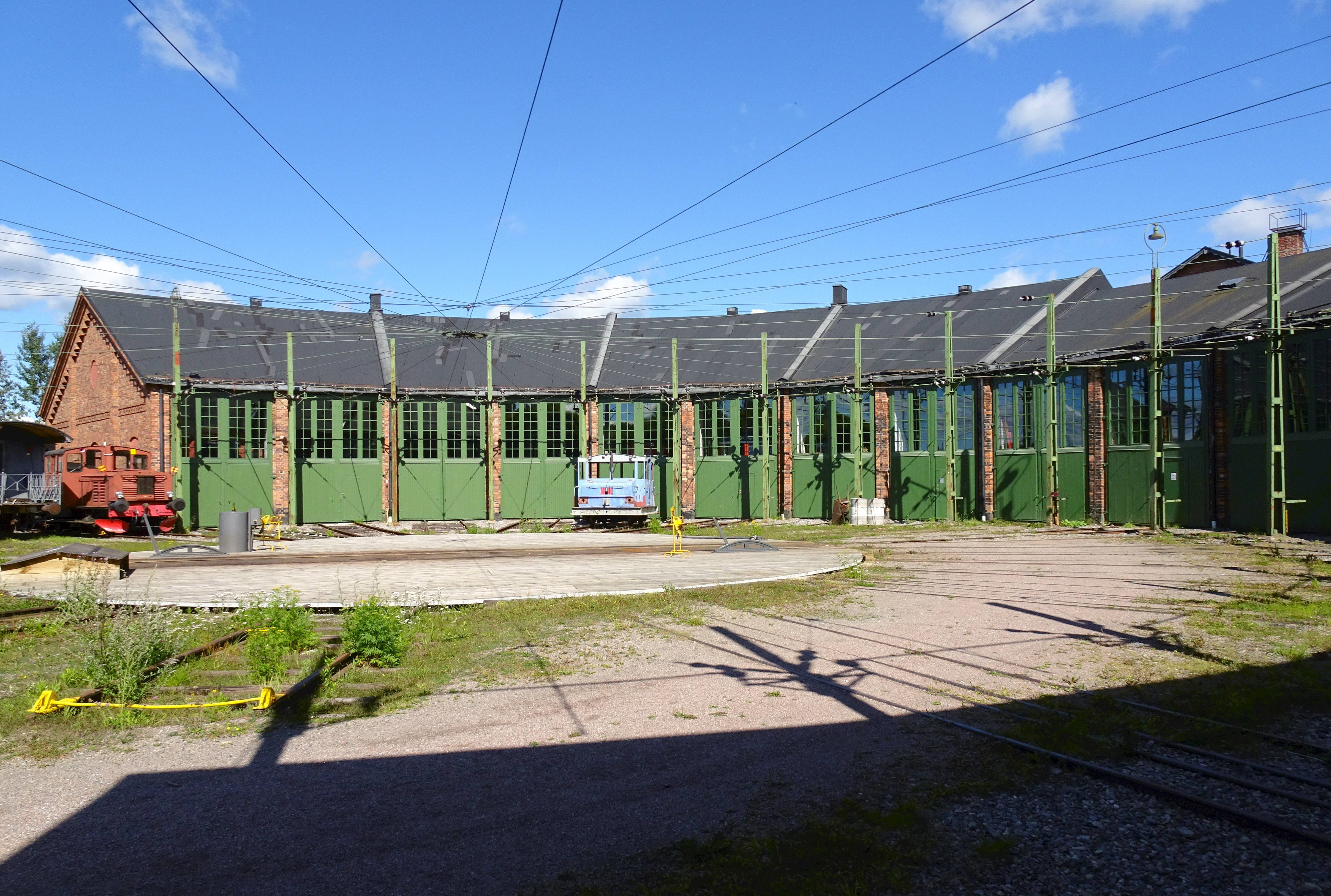
Uppsala–Gävle järnvägs lokstall

## Museichefer
- Oscar Werner 1915–1936
- Edward Pehrsson 1936–1945
- Tufve Spångberg 1945–1952
- Nils Ahlberg 1952–1957
- Gunnar Nydell 1957–1959
- Kurt Högman 1959–1962
- Olof Lindahl 1962–1966
- Gustaf Ekeroth 1966–1970
- Carl-Axel Alrenius 1970–1985
- Lars Olov Karlsson 1985–1994
- Robert Sjöö 1995–